# Danila Jakovlevič Ancyferov
Danila Jakovlevič Ancyferov (in russo Данила Яковлевич Анцыферов?; Tomsk, XVII secolo – Kamčatka, 1712) è stato un esploratore russo.
È stato uno dei primi a visitare le isole Curili.

## Biografia
Danila (o Danilo) Anciferov (Ancyforov o Ancyferov) è nato nel XVII secolo, in data sconosciuta.
Alla morte di Vladimir Atlasov nel 1711, Danila era stato eletto atamano della Kamčatka. Era partito dalla Kamčatka il primo agosto del 1711 assieme a Ivan Petrovič Kozyrevskij alla scoperta delle Isole Curili. Fu uno dei primi cosacchi russi a visitare Šumšu e Paramušir, e furono i primi a descrivere queste isole. 
Anciferov fu ucciso dagli Itelmeni nel 1712.

## Luoghi dedicati
- L'isola di Anciferov, una delle Curili settentrionali e il suo vulcano (вулкан Анциферова), chiamato anche Širinki[2] 50°12′01″N 154°58′31″E.
- Capo Anciferov (мыс Анциферова), 50°28′55″N 155°46′14″E[3], e il monte Anciferov (гора Анциферова)[4], sull'isola Paramušir.